# Aphthitalit
Aphthitalit, veraltet auch als Glaserit oder Schwefelkalisalz bekannt, ist ein selten vorkommendes Mineral aus der Mineralklasse der „Sulfate“ (und Verwandte, siehe Klassifikation) mit der chemischen Zusammensetzung K3Na[SO4]2 und damit chemisch gesehen ein Kalium-Natrium-Sulfat.
Aphthitalit kristallisiert im trigonalen Kristallsystem und entwickelt dünn- bis dicktafelige, bis zu sieben Zentimeter große Kristalle mit trigonalem oder durch mehrfache Verzwillingung pseudo-orthorhombischem Habitus. Er findet sich aber auch in Form blättriger Mineral-Aggregate oder krustiger Überzüge.
In reiner Form ist Aphthitalit farblos und durchsichtig. Durch vielfache Lichtbrechung aufgrund von Gitterfehlern oder polykristalliner Ausbildung kann er aber auch durchscheinend weiß sein und durch Fremdbeimengungen eine graue, bläuliche, grünliche oder rötliche Farbe annehmen. Seine Strichfarbe ist aber immer weiß.

## Etymologie und Geschichte
Das Wort „Aphthitalit“ setzt sich aus altgriechisch ἄ(ν)- á(n)-, deutsch ‚un-, ent-, -los‘, φθιτός phthitós, deutsch ‚sterblich, vergänglich‘, ἅλς háls, deutsch ‚Salz‘, und λίθος líthos, deutsch ‚Stein‘, zusammen. Erstmals gefunden wurde Aphthitalit am Vesuv in Italien und beschrieben 1832 durch François Sulpice Beudant, der das Mineral in Bezug auf seine Beständigkeit bzw. Stabilität auch an der Luft nach den griechischen Worten unvergänglich und Salz benannte.
Unabhängig von Beudant beschrieb auch Friedrich Hausmann 1847 das gleiche Mineral und gab ihm zu Ehren des französischen Chemikers und Pharmakologen Christophe Glaser den Namen Glaserit. Dieser Name wurde 2006 nach Prüfung durch die CNMNC (Commission on new Minerals, Nomenclature and Classification, siehe International Mineralogical Association) aberkannt, da das Recht auf Namensvergabe beim Erstbeschreiber Beudant lag.
Da der Aphthitalit bereits lange vor der Gründung der International Mineralogical Association (IMA) bekannt und als eigenständige Mineralart anerkannt war, wurde dies von ihrer Commission on New Minerals, Nomenclature and Classification (CNMNC) übernommen und bezeichnet den Aphthitalit als sogenanntes „grandfathered“ (G) Mineral. Die ebenfalls von der IMA/CNMNC anerkannte Kurzbezeichnung (auch Mineral-Symbol) von Aphthitalit lautet „Att“.
Ein Aufbewahrungsort für das Typmaterial des Minerals ist nicht dokumentiert.

## Klassifikation
In der veralteten 8. Auflage der Mineralsystematik nach Strunz gehörte der Aphthitalit zur Mineralklasse der „Sulfate, Chromate, Molybdate und Wolframate“ und dort zur Abteilung „Wasserfreie Sulfate [SO4], ohne fremde Anionen“, wo er zusammen mit Anhydrit, Glauberit, Kalistrontit und Palmierit die „Glaserit-Anhydrit-Gruppe“ mit der Systemnummer VI/A.07 bildete.
Im zuletzt 2018 überarbeiteten und aktualisierten Lapis-Mineralienverzeichnis nach Stefan Weiß, das sich im Aufbau noch nach dieser alten Form der Systematik von Karl Hugo Strunz richtet, erhielt das Mineral die System- und Mineralnummer VI/A.08-010. In der „Lapis-Systematik“ entspricht dies ebenfalls der Abteilung „Wasserfreie Sulfate [SO4]2−, ohne fremde Anionen“, wo Aphthitalit zusammen mit Anhydrit, Bubnovait, Glauberit, Ivsit, Kalistrontit, Möhnit und Palmierit die unbenannte Gruppe VI/A.08 bildet.
Auch die von der International Mineralogical Association (IMA) zuletzt 2009 aktualisierte 9. Auflage der Strunz’schen Mineralsystematik ordnet den Aphthitalit in die Abteilung der „Sulfate (Selenate usw.) ohne zusätzliche Anionen, ohne H2O“ ein. Diese ist allerdings weiter unterteilt nach der relativen Größe der beteiligten Kationen, so dass das Mineral entsprechend seiner Zusammensetzung in der Unterabteilung „Mit mittelgroßen und großen Kationen“ zu finden ist, wo es als einziges Mitglied die unbenannte Gruppe 7.AC.35 bildet.
In der vorwiegend im englischen Sprachraum gebräuchlichen Systematik der Minerale nach Dana hat Aphthitalit die System- und Mineralnummer 28.02.02.01. Dies entspricht der Klasse der „Sulfate, Chromate und Molybdate“ und dort der Abteilung „Sulfate“, wo das Mineral als einziges Mitglied eine unbenannte Gruppe mit der Systemnummer 28.02.02 innerhalb der Unterabteilung „Wasserfreie Säuren und Sulfate (A+)2XO4“ zu finden ist.

## Kristallstruktur
Aphthitalit kristallisiert in der trigonalen Raumgruppe P3m1 (Raumgruppen-Nr. 164) mit den Gitterparametern a = 5,61 Å und c = 7,31 Å sowie einer Formeleinheiten pro Elementarzelle.

## Eigenschaften
Das Mineral ist wasserlöslich und salzig bis bitter schmeckend.

## Bildung und Fundorte
Aphthitalit bildet sich entweder an Fumarolen, wo er in Form von Krusten auftritt oder in kristalliner Form in marinen und kontinentalen Evaporit- oder Guano-Lagerstätten. Je nach Bildungsbedingungen findet er sich dann in Paragenese mit verschiedenen anderen Mineralan, so unter anderem mit Hämatit, Jarosit, Sylvin und Thénardit an Fumarolen; Blödit, Borax, Halit, Mirabilit, Pikromerit und Syngenit in Evaporiten; oder mit Syngenit, Whitlockit, Monetit, Nitrokalit und Gips in Guano.
Als seltene Mineralbildung konnte Aphthitalit nur an wenigen Orten bzw. in geringer Stückzahl nachgewiesen werden. Weltweit sind bisher knapp 100 Vorkommen für Aphthitalit dokumentiert (Stand 2023). Außer an seiner Typlokalität am Vesuv trat das Mineral in Italien noch im „Atrio del Cavallo“ (westlicher Teil des „Valle del Gigante“) im Somma-Vesuv-Komplex, im Geothermalfeld „Cesano“ in Rom sowie in den bei Racalmuto, Realmonte und am Ätna in Sizilien zutage.
In Deutschland wurde Aphthitalit in verschiedenen Kali-Bergwerken gefunden wie unter anderem Neuhof-Ellers bei Neuhof, Wintershall bei Heringen und Hattorf bei Philippsthal in Hessen, „Niedersachsen“ bei Wathlingen und Riedel bei Hänigsen in Niedersachsen sowie „Douglashall“ bei Westeregeln und „Berlepsch-Maybach“ bei Staßfurt in Sachsen-Anhalt. Des Weiteren trat das Mineral in unbenannten Gesteinen bei Wilgartswiesen in Rheinland-Pfalz und im Bergwerk Merkers in der Krayenberggemeinde in Thüringen auf.
In Österreich kennt man Aphthitalit bisher nur aus einem Salzbergwerk im Halltal in Tirol.
Weitere bekannte Fundorte liegen unter anderem in Australien, Bolivien, Chile, China, El Salvador, Frankreich, Island, Indonesien, Iran, Italien, Japan, Kanada, Kasachstan, Kenia, im Kongo, Mexiko, Namibia, Nicaragua, Niger, Norwegen, Peru, Russland, Saudi-Arabien, Schweden, Spanien, Südafrika, Tansania, Uganda, Ukraine, den Vereinigten Arabischen Emiraten, im Vereinigten Königreich (England) und den Vereinigten Staaten von Amerika (Alaska, Arizona, Kalifornien, Hawaii, Nevada, New Mexico).